# Константин Иванов (революционер)
Константин (Кочо) Иванов Димов е български революционер, деец на Вътрешната македоно-одринска революционна организация.

## Биография
Константин Иванов е роден в 1872 година в град Прилеп в Османската империя, днес в Северна Македония. Негова майка е Стойна Бавчанка, брат е на революционера Атанас Иванов и учителката Мария Иванова.
В 1899 година завършва българското педагогическо училище в Скопие. Работи като учител в Дойран, Кукуш, Прилеп и на други места. Присъединява се към ВМОРО. В Кукуш (1900 - 1901) и в Прилеп (1901 - 1902) е член на околийските революционни комитети. През януари 1902 година властите го арестуват и получава смъртна присъда. След амнистия става учител в Царибродско, България. Към 1906 година е учител в царибродското село Власи.